# Politique au Liban
Le Liban est une république démocratique parlementaire semi-présidentielle s'inscrivant dans le cadre général du confessionnalisme, une forme de consociationalisme dans laquelle les postes les plus élevés sont proportionnellement réservés aux représentants de certaines communautés religieuses.
La constitution accorde au peuple le droit de changer de gouvernement. Cependant, depuis le milieu des années 1970 jusqu'aux élections législatives de 1992, la guerre civile a empêché l'exercice des droits politiques. Selon la constitution, des élections directes doivent avoir lieu au Parlement tous les quatre ans, mais après les élections législatives de 2009, une autre élection n'a eu lieu qu'en 2018. Le Parlement élit à son tour un président tous les 6 ans pour un mandat unique. Le président n'est pas rééligible. La dernière élection présidentielle a eu lieu en 2016.
Le président et le parlement choisissent le Premier ministre. Des partis politiques peuvent être formés; la plupart sont fondées sur des intérêts sectaires.
L'année 2008 a été marquée par une nouvelle tournure de la politique libanaise lorsque l'accord de Doha a ouvert la voie à un droit de veto accordé à l'opposition par le Conseil des ministres libanais et à la confirmation du confessionnalisme religieux dans la répartition du pouvoir politique. L'Economist Intelligence Unit a qualifié le Liban de « régime hybride »en 2016.

## Historique du système
Les interactions entre les réformes de l'Empire ottoman, les interventions européennes et les autorités religieuses locales ont conduit à une politique et à une violence sectaire, au point que la secte est devenue l'aspect déterminant de l'identité politique moderne au Liban. Le gouvernement mandataire français, qui a exercé le pouvoir entre la fin de la Première Guerre mondiale et l'indépendance du Liban en 1943, ainsi que les élites locales, ont consolidé ce sectarisme naissant, ont commencé à le codifier dans le droit personnel et ont créé le gouvernement politico-sectaire qui perdure aujourd'hui.
Le pacte national de 1943, accord non écrit établissant les fondements politiques du Liban moderne, attribue le pouvoir politique à un système essentiellement confessionnel fondé sur le recensement de 1932. Les sièges au Parlement étaient divisés selon un ratio de 6 à 5 entre chrétiens et musulmans, jusqu'en 1990, date à laquelle le rapport est passé à moitié et demi. Les postes dans la bureaucratie gouvernementale sont répartis de la même manière. Les professeurs de l'université publique sont également répartis en fonction de leur appartenance sectaire dans le cadre du Pact National. Le pacte alloue aussi par coutume des fonctions publiques suivant des lignes religieuses, les trois premières positions dans la « troïka » au pouvoir sont réparties comme suit :
- Le Président, un chrétien maronite.
- Le Président de la Chambre des députés, un musulman chiite.
- Le Premier ministre, un musulman sunnite (en).

Les efforts visant à modifier ou à abolir le système confessionnel de répartition du pouvoir sont au centre de la politique libanaise depuis des décennies. Les groupes religieux les plus favorisés par la formule de 1943 cherchaient à le préserver, tandis que ceux qui se voyaient désavantagés cherchaient soit à le réviser après avoir mis à jour des données démographiques clés, soit à l'abolir complètement. Néanmoins, de nombreuses dispositions du pacte national ont été codifiées dans l'accord de Taëf de 1989, perpétuant le sectarisme comme un élément clé de la vie politique libanaise.
Bien que modérée sous Ta'if, la Constitution confère au président une position forte et influente. Le président a le pouvoir de promulguer les lois adoptées par le Parlement, de former le gouvernement pour émettre des réglementations supplémentaires afin de garantir l'exécution des lois, ainsi que pour négocier et ratifier les traités.
Le Parlement est élu au suffrage des adultes (l'âge de la majorité est de 21 ans) basé sur un système de majorité ou de « gagnant-prend-tout » pour les différents groupes confessionnels. Un effort récent a été fait pour passer à la représentation proportionnelle, ce qui, selon beaucoup, fournirait une évaluation plus précise de la taille des groupes politiques et permettrait aux minorités de se faire entendre. La plupart des députés ne représentent pas les partis politiques tels qu'ils sont connus en Occident et forment rarement des groupes de style occidental au sein de l'assemblée. Les blocs politiques sont généralement basées sur des intérêts confessionnels et locaux ou sur l'allégeance personnelle / familiale plutôt que sur des affinités politiques.
Le parlement a traditionnellement joué un rôle important dans les affaires financières, puisqu'il est responsable de la perception des impôts et de l'adoption du budget. Il exerce également un contrôle politique sur le cabinet en interrogeant formellement les ministres sur des questions politiques et en demandant un débat de confiance.
Le système judiciaire libanais est basé sur le Code Napoléon. Les jurys ne sont pas utilisés dans les procès. Le système judiciaire libanais comprend trois niveaux : les tribunaux de première instance, les cours d'appel et la cour de cassation. Il existe également un système de tribunaux religieux ayant compétence sur les questions de statut personnel au sein de leurs propres communautés, par exemple les règles relatives au mariage, au divorce et à l'héritage.
Les institutions politiques libanaises jouent souvent un rôle secondaire par rapport aux politiques hautement confesséralisées fondées sur la personnalité. Les familles puissantes jouent encore un rôle indépendant dans la mobilisation des voix pour les élections locales et législatives. Néanmoins, il existe une panoplie animée de partis politiques nationaux, certains même antérieurs à l'indépendance. Les plus grandes sont toutes confessionnelles. Le Courant patriotique libre, les Phalanges libanaises, le Bloc national, le Parti national-libéral, le Parti des Forces libanaises et les Gardiens des Cèdres (maintenant interdit) ont chacun leur propre base parmi les chrétiens.
Amal et Hezbollah sont les principaux rivaux pour le vote organisé des chiites et le PSP (Parti socialiste progressiste) est le principal parti druze (en).
Alors que les partis chiites et druzes commandent une loyale fierté à leurs dirigeants, il y a plus de querelles internes entre factions parmi les partis chrétiens. Les partis sunnites n'ont pas eu le véhicule standard pour le lancement des candidats politiques, et ont tendance à se concentrer au-delà des frontières du Liban sur des questions importantes pour la communauté en général. Les partis sunnites au Liban comprennent Hizb ut-Tahrir, Courant du futur, Al-Mourabitoun, le Mouvement d'unification islamique et l'Association des projets de bienfaisance islamiques. Outre les partis confessionnels traditionnels ci-dessus, de nouveaux partis laïcs sont apparus, parmi lesquels Sabaa et le Parti du Liban, représentant une nouvelle tendance de la politique libanaise vers la laïcité et une société véritablement démocratique.
En plus des parties nationales, il y a des branches de partis laïcs Pan-arabes (partis Baasisme, partis Socialisme, et Communisme) qui étaient actifs dans les années 1960 et tout au long de la période de guerre civile.
Il existe des différences entre et parmi les partis musulmans et chrétiens en ce qui concerne le rôle de la religion dans les affaires de l'État. Il y a un très haut degré d'activisme politique parmi les chefs religieux à travers le spectre sectaire. L’interaction pour la position et le pouvoir entre les chefs religieux, politiques et de parti produit une tapisserie politique d’une complexité extraordinaire.
Dans le passé, le système fonctionnait pour produire une démocratie viable. Les événements de la dernière décennie et les tendances démographiques à long terme ont toutefois bouleversé le délicat équilibre musulman-chrétien-druze (en) et ont entraîné une plus grande ségrégation à travers le spectre social. Que ce soit dans les partis politiques, les lieux de résidence, les écoles, les médias, voire sur les lieux de travail, il y a un manque d'interaction régulière entre les lignes sectaires pour faciliter l'échange de vues et favoriser la compréhension. Toutes les factions ont appelé à une réforme du système politique.
Certains chrétiens sont favorables à la décentralisation politique et administrative du gouvernement, avec des secteurs musulmans et chrétiens distincts opérant dans le cadre d'une confédération. Les musulmans, pour la plupart, préfèrent un système unifié, un gouvernement central avec une part accrue du pouvoir correspondant à leur plus grande part de la population. Les réformes de l'accord de Ta'if vont dans cette direction mais ne sont pas pleinement réalisées.
Les réfugiés palestiniens (en), à majorité musulmans sunnites, dont le nombre est estimé entre 160 000 et 225 000 personnes, ne sont pas actifs sur la scène politique nationale.
Le 3 septembre 2004, le Parlement libanais a voté à 96 voix contre 29 pour amender la constitution afin de prolonger le mandat de six ans du président Émile Lahoud (qui allait bientôt expirer) pour trois années supplémentaires. Le mouvement a été soutenu par la Syrie, qui a maintenu une présence militaire importante au Liban.
À la suite du retrait des troupes syriennes en avril 2005, le Liban a organisé des élections législatives en quatre tours, du 29 mai au 19 juin.
Les élections, les premières depuis 33 ans sans la présence de forces militaires syriennes, ont été remportées par l'alliance Quadripartite, qui faisait partie de l'Alliance du 14-Mars, une coalition de plusieurs partis et organisations nouvellement opposés à la domination syrienne de la politique libanaise.
En janvier 2015, l''Economist Intelligence Unit, a publié un rapport indiquant que le Liban se classait au 2e rang des pays du Moyen-Orient et au 98ème rang mondial pour la démocratie, selon l'indice de la démocratie en 2014, le rapport, qui classe les pays en fonction des processus électoraux, du pluralisme, des fonctions gouvernementales, de la participation politique, des cultures politiques et des libertés fondamentales.
Le Liban connait un mouvement de protestation massif en 2019 et 2020 en réponse à la crise économique due à effondrement du système financier et au confessionnalisme politique. Dans un pays où le libéralisme économique est inscrit dans la Constitution et où les partis politiques se réclamant de la gauche ont été marginalisés dans les années 1990, la gauche libanaise semble profiter d’un contexte où, pour la première fois dans l’histoire, les considérations socio-économiques sont au moins aussi importantes que les enjeux géostratégiques. Le Parti communiste (PCL), fort d’une longue histoire et d’un ancrage sur l’ensemble du territoire, est en première ligne de la contestation, notamment dans le sud du pays où son influence est significative. Pour de nombreux observateurs, le PCL est même le principal initiateur du soulèvement dans cette région. En dépit de la pluralité des partis de gauche et de leurs divergences (relations avec la Syrie ou avec le Hezbollah notamment), ces derniers restent unis sur la question de la promotion de la justice sociale et de la lutte contre le confessionnalisme.

## Branche exécutive
| Poste                  | Nom         | Parti          | Depuis          |
| ---------------------- | ----------- | -------------- | --------------- |
| Président              | Joseph Aoun | Indépendant    | 9 janvier 2025  |
| Premier ministre       | Nawaf Salam |                | 14 janvier 2025 |
| Président du Parlement | Nabih Berri | Mouvement Amal | 20 octobre 1992 |

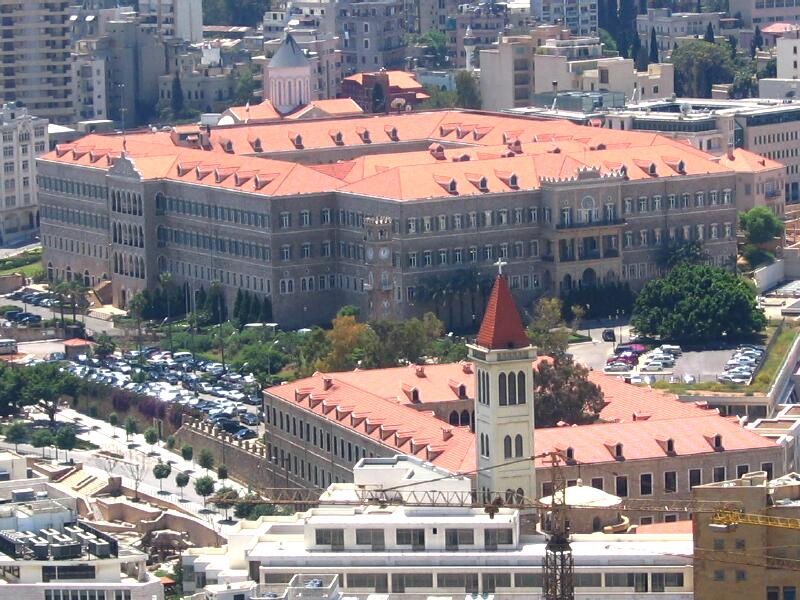
Le Grand sérail de Beyrouth, également connu comme le palais du gouvernement, est le siège du Premier ministre du Liban.

Le Président est élu par la Chambre des députés pour un mandat de six ans et ne peut être réélu avant six ans après la fin du premier mandat.
Le Premier ministre et le Vice-Premier ministre sont nommés par le président en consultation avec le Parlement; le président doit être un Maronite, le premier ministre est Sunnite et le président du Parlement un Chiite.
Ce système confessionnel est basé sur les données du recensement de 1932 qui montraient que les chrétiens maronites représentaient une majorité substantielle de la population. Le Gouvernement libanais continue de refuser d’entreprendre un nouveau recensement.

### Le Président
Le Liban fonctionne sous un solide système semi-présidentiel. Ce système est unique en ce sens qu'il accorde au président un large pouvoir discrétionnaire unilatéral, ne le rendant pas responsable devant le Parlement (sauf en cas de trahison), tout en étant élu par le Parlement. Le président a le pouvoir exclusif de nommer le Premier ministre, et peut le renvoyer quand il le souhaite (sans la participation de la Chambre des députés, ce qui peut aussi l'obliger à démissionner). En outre, il est seul habilité à former un gouvernement (qui doit ensuite recevoir un vote de confiance du Parlement) et à le révoquer quand il le souhaite. Cela fait donc du Liban un système présidentiel parlementaire plutôt qu'un système présidentiel (comme en France), le président n'ayant pas à cohabiter avec un premier ministre qu'il n'aime pas.
La raison historique des pouvoirs étendus du président est que ses pouvoirs ont été fusionnés avec ceux du haut-commissaire français au Grand Liban, créant ainsi une présidence exceptionnellement puissante pour les systèmes semi-présidentiels.
Après la fin de la guerre civile libanaise, le président a perdu certains pouvoirs au Conseil des ministres par le biais de l'accord de Taëf ; étant toutefois le seul à le nommer, il conserve de facto la totalité (ou la plupart) de ses pouvoirs antérieurs à Taëf.

## Branche législative

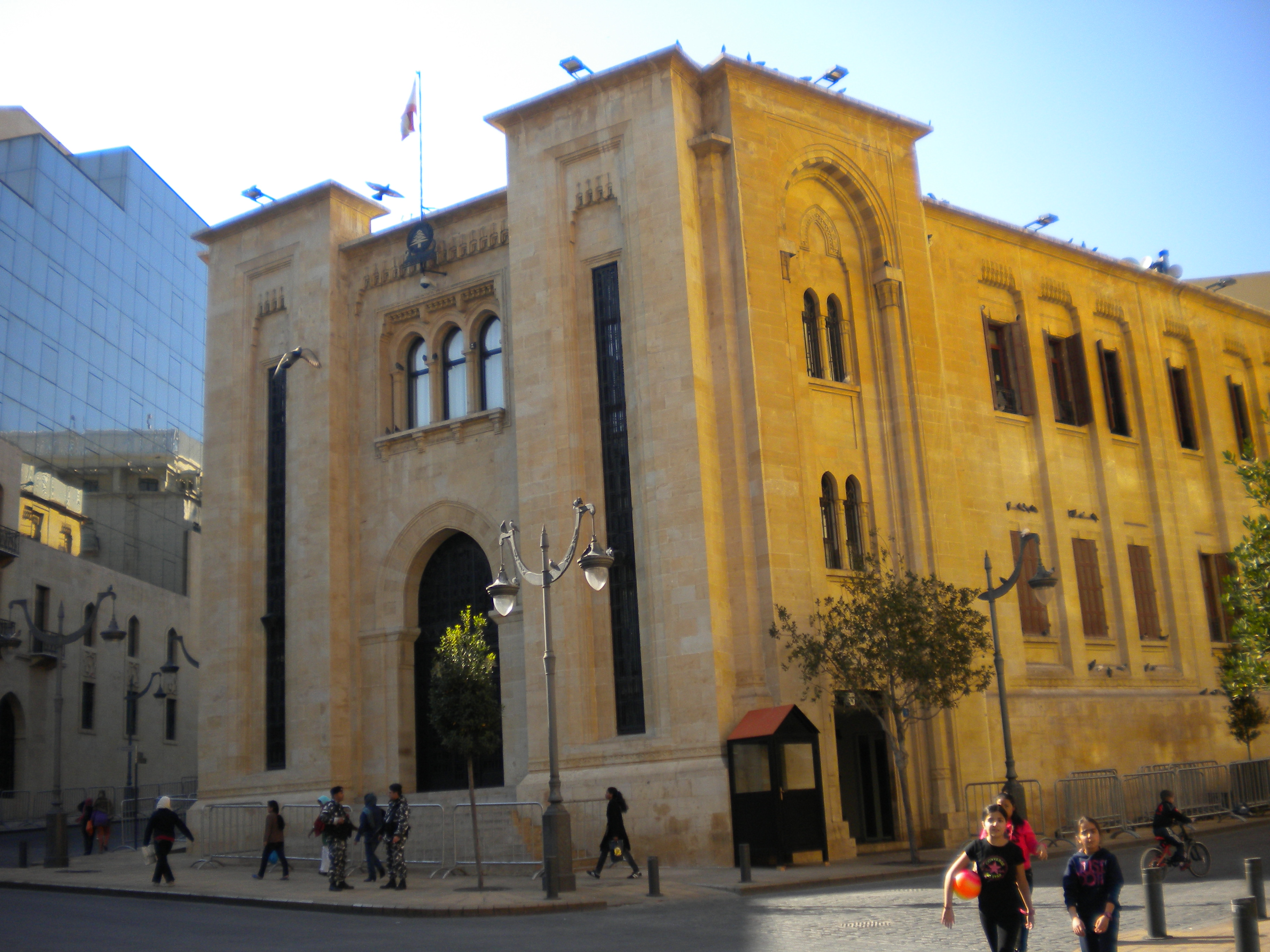
Parlement libanais sur la place de l'Étoile à Beyrouth

Le parlement actuel du Liban est appelé la Chambre des députés (Majlis al-Nuwab in Arabe). Depuis les élections de 1992 (les premières depuis les réformes de l'accord de Taëf de 1989 ont supprimé la majorité intégrée dont jouissaient auparavant les chrétiens et réparti les sièges à parts égales entre chrétiens et musulmans), le Parlement compte 128 sièges. Le mandat est de quatre ans. Les sièges au Parlement sont répartis de manière confessionnelle mais élus au suffrage universel. Chaque communauté religieuse dispose d'un nombre de sièges au Parlement. Ils ne représentent pas seulement leurs coreligionnaires, cependant; tous les candidats d'une circonscription donnée, quelle que soit leur appartenance religieuse, doivent recevoir une pluralité de voix, qui comprend les partisans de toutes les confessions. Le système a été conçu pour minimiser la compétition entre sectes et pour maximiser la coopération entre confessions : les candidats ne sont opposés que par les coreligionnaires, mais ils doivent rechercher le soutien de l'extérieur de leur propre religion pour être élus.
L'opposition du Rassemblement de Kornet Chehwane, un groupe opposé à l'ancien gouvernement pro-Syrien a affirmé que les limites des circonscriptions électorales avaient été définies de manière à permettre à de nombreux musulmans chiites d'être élus à partir de circonscriptions à majorité chiite (où le parti Hezbollah est fort), tout en allouant de nombreux membres chrétiens à des circonscriptions à majorité musulmane, forçant les politiciens chrétiens à représenter les intérêts musulmans. (Charges similaires, mais en sens inverse, ont été faites contre l'administration Chamoun dans les années 1950).
Le tableau ci-dessous indique la répartition par confession des sièges au Parlement avant et après l’Accord de Taëf.
| Confession                        | Avant Taëf | %     | Après Taëf | %     |
| --------------------------------- | ---------- | ----- | ---------- | ----- |
| Catholique Maronite (en)          | 30         | 30,3% | 34         | 26,6% |
| Orthodoxe Orientale (en)          | 11         | 11,1% | 14         | 10,9% |
| Catholique Melkite (en)           | 6          | 6,1%  | 8          | 6,2%  |
| Orthodoxe Arménien                | 4          | 4,0%  | 5          | 3,9%  |
| Catholique Arménien               | 1          | 1,0%  | 1          | 0,8%  |
| Protestant (en)                   | 1          | 1,0%  | 1          | 0,8%  |
| Autres Minorités Chrétiennes (en) | 1          | 1,0%  | 1          | 0,8%  |
| Total Chrétiens                   | 54         | 54,5% | 64         | 50,0% |
| Sunnite (en)                      | 20         | 20,2% | 27         | 21,1% |
| Chiite (en)                       | 19         | 19,2% | 27         | 21,1% |
| Alaouite (en)                     | 0          | 0,0%  | 2          | 1,6%  |
| Druze (en)                        | 6          | 6,1%  | 8          | 6,2%  |
| Total Musulmans + Druze           | 45         | 45,5% | 64         | 50,0% |
| Total                             | 99         | 100%  | 128        | 100%  |

## Partis politiques et élections
Le Liban compte de nombreux partis politiques, mais ceux-ci jouent un rôle beaucoup moins important dans la politique libanaise que dans la plupart des démocraties parlementaires. Beaucoup de « partis » sont simplement des listes de candidats endossés par une personnalité nationale ou locale.
Les coalitions libres, généralement organisées localement, sont formées à des fins électorales par négociation entre les chefs de clan et les candidats représentant diverses communautés religieuses; de telles coalitions n'existent généralement que pour les élections et forment rarement un bloc cohérent au Parlement après les élections. Aucun parti n'a jamais remporté plus de 12,5% des sièges au Parlement et aucune coalition de partis n'a gagné avec plus de 35%.
Particulièrement en dehors des grandes villes, les élections ont tendance à se focaliser davantage sur des questions locales que nationales et il n'est pas rare qu'un parti adhère à la liste électorale d'une circonscription alors qu'il est aligné sur un parti rival - même un parti idéologiquement opposé - dans une autre circonscription.

### Depuis 2012
Après deux ans de vacances de la présidence libanaise (2014-2016), Michel Aoun est élu président le 31 octobre 2016.

### Gouvernement Hariri 2016 - 2019
Le 3 novembre 2016, Saad Hariri est désigné par le président de la République libanaise Michel Aoun pour former le nouveau gouvernement.
Le gouvernement est alors formé de 30 ministres, 24 ministres dont deux ministres d'État, et six nouveaux ministres d'État, les ministres sont répartis à parts égales entre chrétiens et musulmans.
Saad Hariri présente sa démission et celle du gouvernement le 29 octobre 2019, au 13ème jour de manifestations populaires demandant le changement d'un gouvernement jugé corrompu par les manifestants,.

## Branche judiciaire
Le Liban est un pays de droit civil. Son pouvoir judiciaire est composé de :
- Cours ordinaires :
  - Une Cour de cassation composée de neuf chambres ;
  - Cours d'appel (au centre de chaque gouvernorat) ;
  - Tribunaux de première instance
- Cours spéciales :
  - Le Conseil constitutionnel (prévu dans l'Accord de Taëf) statue sur la constitutionnalité des lois.
  - Le Conseil suprême entend des accusations contre le président et le Premier ministre selon les besoins.
  - Un système de tribunaux militaires qui a également compétence sur les civils pour les crimes d'espionnage, de trahison et autres crimes considérés comme liés à la sécurité[11].

## Divisions administratives
Le Liban est divisé en huit gouvernorats (mouhafazas) : Akkar, Baalbek-Hermel, Beyrouth, Bekaa, Mont-Liban, Nabatieh, Liban-Nord et Liban-Sud.

## Liban dans les nouvelles
- Conflit de 1999 : Farid Abboud discute de la reconstruction après les attaques israéliennes.
- Juin 1999 Le Liban combattra la corruption par « l'autorité de la loi »[12].
- 2002 Les combats le long de la frontière libanaise / israélienne contestée[13].
- 2002 Efforts libanais après la reconstruction.
- 2005 Assassinat de l'ancien Premier ministre Rafiq Hariri.

## Participation aux organisations internationales
BADEA, ACCT, FADES, Ligue arabe, AMF, UER, CESAO, ONUAA, G24, G77, AIEA, BIRD, OACI, CCI, MICRCR, BID, FIDA, FICR, OIT, FMI, Inmarsat, CSI, Intelsat, Interpol, CIO, ISO (correspondant), UIT, MNA, OCI, ONU, CNUCED, UNESCO, HCNUR, ONUDI, UNRWA, UPU, OMD, FSM, OMS, OMPI, OMM, OMC.

### Reportages
- (en) Sofia Amara, Marine Pradel, Lebanon marks one year without a president, France 24, 12 min 10 s), 2015